# Rincon De Los Sauces Airport
Rincon De Los Sauces Airport är en flygplats i Argentina.   Den ligger i provinsen Neuquén, i den sydvästra delen av landet, 1 000 km väster om huvudstaden Buenos Aires. Rincon De Los Sauces Airport ligger 587 meter över havet.
Terrängen runt Rincon De Los Sauces Airport är varierad. Rincon De Los Sauces Airport ligger nere i en dal. Trakten runt Rincon De Los Sauces Airport är nära nog obefolkad, med mindre än två invånare per kvadratkilometer.. Det finns inga samhällen i närheten. 
Omgivningarna runt Rincon De Los Sauces Airport är i huvudsak ett öppet busklandskap.